# Ron-Robert Zieler
Ron Robert Zieler (Colônia, 12 de fevereiro de 1989) é um futebolista alemão que atua como goleiro. Atualmente, joga pelo Köln.
Foi convocado para disputar a Copa do Mundo FIFA de 2014, na qual se sagrou tetracampeão mundial.

## Títulos
Seleção Alemã
- Eurocopa Sub-19: 2008
- Copa do Mundo: 2014